# Reakcje obronne układu oddechowego
Reakcje obronne układu oddechowego – zespół czynności odruchowych, podejmowanych przez organizm w celu ochrony układu oddechowego przed ciałami obcymi.
Do najważniejszych należą:
- Kichanie – gwałtowne usunięcie powietrza przez nos.
- Kaszel – szybki wydech powietrza spowodowany skurczem przepony.

W obu przypadkach powietrze opuszcza drogi oddechowe z dużą prędkością i o wysokim ciśnieniu, co pozwala usunąć bakterie i ciała obce.

Przeczytaj ostrzeżenie dotyczące informacji medycznych i pokrewnych zamieszczonych w Wikipedii.